# یون بوگدان
یون بوگدان (رومانیایی: Ion Bogdan; ۶ مارس ۱۹۱۵ – ۱۰ ژوئیهٔ ۱۹۹۲) بازیکن و مربی فوتبال اهل رومانی بود.
از باشگاه‌هایی که در آن بازی کرده‌است می‌توان به باشگاه فوتبال راپید بخارست، باشگاه فوتبال ام‌تی‌کی بوداپست، باشگاه فوتبال ستاره سرخ، و باشگاه فوتبال باری اشاره کرد.
وی همچنین در تیم ملی فوتبال رومانی بازی کرده‌است.